# Hypoponera nivariana
Hypoponera nivariana es una especie de hormiga del género Hypoponera, subfamilia Ponerinae. 

## Distribución
Esta especie se encuentra en Portugal y España.